# تپه دره عیسی‌آباد
تپه دره عیسی آباد مربوط به هزاره اول قم است و در شهرستان فارسان، بخش مرکزی، دهستان میزدج علیا، شمال غرب روستای عیسی آباد واقع شده و این اثر در تاریخ ۱۲ شهریور ۱۳۸۶ با شمارهٔ ثبت ۱۹۵۲۸ به‌عنوان یکی از آثار ملی ایران به ثبت رسیده است.